# COUNTDOWN LIVE 2009-2010 in 京セラドーム大阪
『関ジャニ∞ DOME CONCERT 2009-2010』（かんジャニエイト ドーム コンサート 2009 2010）は、2009年12月30日から2010年1月1日にかけて大阪・京セラドーム大阪で開催された関ジャニ∞のカウントダウンライブ。『COUNTDOWN LIVE 2009-2010 in 京セラドーム大阪』（カウントダウン ライブ 2009 2010 イン きょうセラドームおおさか）のタイトルで、2010年3月31日にインペリアルレコードから6枚目のライブDVDとして発売された。

## 概要
- 前作『TOUR 2∞9 PUZZLE』から約6ヶ月振りのリリース。
- 本作は通常盤の1形態で発売。
- 2009年12月30日から2010年1月1日に京セラドーム大阪で行われた自身初となる単独カウントダウンライブの12月31日公演の模様を収録。
- 初回プレス限定分のみ、52ページのブックレットが付属し、特殊パッケージ仕様となっている。
- テレビ番組で中継された『ジャニーズカウントダウン』時の京セラドーム大阪での舞台裏を編集し、実際の2010年へのカウントダウンの瞬間なども本編ラストに収録。

## 公演日程
| 年     | 月   | 日   | 開演時間 | 会場                       |
| ------ | ---- | ---- | -------- | -------------------------- |
| 2009年 | 12月 | 30日 | 18:00    | 京セラドーム大阪（大阪府） |
| 2009年 | 12月 | 31日 | 15:00    | 京セラドーム大阪（大阪府） |
| 2009年 | 12月 | 31日 | 22:00    | 京セラドーム大阪（大阪府） |
| 2010年 | 1月  | 1日  | 18:00    | 京セラドーム大阪（大阪府） |

## 販売形態
- 発売日：2010年3月31日
  - 通常盤（TECI-8823~8824：2DVD）
    - 特殊パッケージ仕様（初回プレス盤のみ）
    - 52P豪華ブックレット封入（初回プレス盤のみ）
- 発売日：2015年7月1日
  - 通常盤：再発売（JABA-5217~5518：2DVD）
    - 自身の所属レコード会社を『テイチクエンタテインメント』から『INFINITY RECORDS』へ移籍したため、INFINITY RECORDSより再発売。

## 収録内容（セットリスト）
※Disc 1にM-1~15、Disc 2にM-16以降を収録。
1. ローリング・コースター
2. 強情にGO!
3. 無責任ヒーロー
4. 関風ファイティング
5. イッツ マイ ソウル
6. 浪花いろは節 (winter rock ver.)
7. 君の歌をうたう
8. マイナス100度の恋
9. 雪をください
10. Brilliant Blue
11. 大阪ロマネスク
12. 急☆上☆Show!!
13. 好きやねん、大阪。
14. ズッコケ男道
15. 10年後の今日の日も
16. desire / 渋谷すばる・安田章大
17. torn / 錦戸亮・大倉忠義
18. ワンシャン・ロンピン♬ / 丸山隆平
19. Babun / 村上信五
20. 413man / 横山裕
21. Snow White
22. マーメイド
23. ブリュレ
24. 悲しい恋
25. cinematic
26. ミセテクレ
27. ゴリゴリ
28. 情熱Party
29. 冬恋

＜アンコール＞
1. ひとつのうた

＜エンドロール＞
- 急☆上☆Show!! COUNTDOWN Remix